# العملاقة الصغيرة
العملاقة الصغيرة مسلسل رسوم متحركة فرنسي بدأ في تحضيره عام 2008 وبدا البث الرسمي له لأول مره في 28 أغسطس 2010 واستمر عرضه حتى 7 نوفمبر 2010 تمت دبلجة المسلسل للغة العربية وعرض على قناة الجزيرة للأطفال .

## النسخة العربية
تمت دبلجة هذا المسلسل إلى اللغة العربية في استوديوهات Super M Productions في لبنان.
الأصوات
- ندى نصر
- نسرين مسعود
- رنا الرفاعي
- أيمان بيطار
- سهير ناصر الدين
- فادي الرفاعي
- سعد حمدان
- رودي قليعاني

## وصلات خارجية
- series' profile on GaumontAnimation.com
- (بالفرنسية) La petite géante - Présentation - Gulli retrieved 01-03-2013
- العملاقة الصغيرة على موقع IMDb (الإنجليزية)
- العملاقة الصغيرة على موقع قاعدة بيانات الفيلم (الإنجليزية)
- description on Big Cartoon DataBase
- page on TV France International
- profile on WorldScreenings